# Simeonovgrad
Simeonovgrad (en búlgaro: Симеоновград) es una ciudad de Bulgaria en la provincia de Haskovo.
Cerca de Simeonovgrad se encuentran las ruinas de la antigua fortaleza romana y bizantina de Constantia de la Antigüedad tardía (siglo IV), que se convirtió en una de las grandes ciudades del norte de Tracia hasta el comienzo del siglo XIII.
La religión dominante es el cristianismo ortodoxo. La ciudad tiene dos iglesias, la Iglesia de la Santísima Madre de Dios en el centro de la ciudad y la iglesia de San Nicolás el Taumaturgo en el barrio Zlati dol.
Los nombres históricos de la ciudad fueron «Tarnovo-Seymen» y «Seymen», un héroe turco de Anatolia occidental. Durante el período socialista, la ciudad fue nombrada «Maritza», por el río que la atraviesa.

## Geografía
Se encuentra a una altitud de 80 m s. n. m. a 260 km de la capital nacional, Sofía.

## Demografía
Según estimación 2013 contaba con una población de 6 530 habitantes.
|         | 2004  | 2005  | 2006  | 2007  | 2008  | 2009  | 2010  | 2011  | 2012  |
| Mujeres | 3 747 | 3 737 | 3 722 | 3 664 | 3 616 | 3 607 | 3 562 | 3 407 | 3 353 |
| Varones | 3 614 | 3 610 | 3 570 | 3 501 | 3 472 | 3 442 | 3 379 | 3 292 | 3 273 |
| Total   | 7 361 | 7 347 | 7 292 | 7 165 | 7 088 | 7 049 | 6 941 | 6 699 | 6626  |